# Gonaxia intermedia
Gonaxia intermedia är en nässeldjursart som beskrevs av Vervoort 1993. Gonaxia intermedia ingår i släktet Gonaxia och familjen Sertulariidae. Inga underarter finns listade i Catalogue of Life.